# Charles Sturt (region i Australien)
Charles Sturt är en stadsdel i  Adelaide Australien. Antalet invånare är 111 236.
Följande samhällen finns i Charles Sturt:
- Seaton
- Findon
- Henley Beach
- Grange
- West Lakes Shore
- Woodville
- Royal Park
- Woodville West
- Woodville North
- Allenby Gardens
- Albert Park
- Welland
- Hindmarsh

Stadsdelen är i huvudsak tätbebyggd. och det är mycket tätbefolkat, med 1 517 invånare per kvadratkilometer. Genomsnittlig årsnederbörd är 593 millimeter. Den regnigaste månaden är juli, med i genomsnitt 95 mm nederbörd, och den torraste är december, med 13 mm nederbörd.